# كهنة دان (هرازبي الجنوبي)
کهنة دان (بالفارسية: کهنه‌دان) هي قرية تقع في إيران في قسم هرازبي الجنوبی الريفي. يقدر عدد سكانها بـ 602 نسمة بحسب إحصاء 2016.